# تاي وليامز (ممثل)
تاي وليامز (بالإنجليزية: Ty Williams)‏ هو ممثل أمريكي، ولد في 24 ديسمبر 1966 في ساغيناو في الولايات المتحدة.

## أعمال

### أفلام
- (2006) مهمة مستحيلة 3[1]

## وصلات خارجية
- تاي وليامز على موقع IMDb (الإنجليزية)